# Amiga Inc. (Dél-Dakota)
Az Amiga Inc. a Gateway 2000 tulajdonában álló, dél-dakotai székhelyű amerikai szoftver- és hardverfejlesztéssel foglalkozó leányvállalat volt, mely az Escom AG anyavállalat általi felvásárlása után az Amiga technológiákhoz kapcsolódó kutatási, illetve fejlesztési feladatokat látta el.

## Történet
Az Amiga Inc. 1997-ben alakult Dél-Dakotában, a Gateway 2000 (később: Gateway Inc.) 100%-os leányvállalataként. A német Escomtól megvásárolt bizonyos Amigához kapcsolódó szellemi tulajdon és eszközök kerültek a tulajdonába, mint önálló egység, azzal, hogy a Gateway úgy döntött, hogy a kapcsolódó szabadalmakat megtartja az anyacégben.
Kezdetben nagyívű tervekben gondolkoztak, úgy mint két új AmigaOS verzió, illetve két új PowerPC-alapú, de emuláció révén visszafelé kompatibilis Amiga hardver. 1998 közepére azonban ebből már csak a két OS-verzió maradt és a hardverekkel kapcsolatos tevékenységet beszüntették.
Az Amiga Inc. vezetői sorrendben: Jeff Schindler, Jim Collas, majd végül Tom Schmidt voltak. Összesen 5-6 alkalmazottat foglalkoztattak, akik Darreck Lisle (rendezvényszervező), Marilyn Flint (termelési igazgató), Joe Torre (szenior mérnök), Kelli Newby (vezetői asszisztens, könyvelő), és Dr. Allan Havemose voltak. Szerződéses alvállalkozóként dolgozott be a cégnek William „Bill” McEwen és Barrie Jon „Fleecy” Moss.
1999 végén végül a Gateway a leányvállalat bezárása mellett döntött. Bill McEwen és Fleecy Moss 5 millió dollárért szerezték meg az amiga.com internet domaint és az engedélyt, hogy egy szintén Amiga Inc. nevű, független céget hozzanak létre.

## Fordítás
- Ez a szócikk részben vagy egészben  az   Amiga, Inc. (South Dakota) című angol Wikipédia-szócikk fordításán alapul.  Az eredeti cikk szerkesztőit annak laptörténete sorolja fel. Ez a jelzés csupán a megfogalmazás eredetét és a szerzői jogokat jelzi, nem szolgál a cikkben szereplő információk forrásmegjelöléseként.